# Teatro sociale (Novi di Modena)
Il teatro sociale è un teatro situato a Novi di Modena, in provincia di Modena.

## Storia
Il Teatro Sociale fu costruito negli anni 1923-1929.
Per lungo tempo di proprietà privata, il teatro venne attrezzato anche per le proiezioni cinematografiche. Dalla fine degli anni 1980 il teatro non è più stato utilizzato, cadendo nel degrado. L'amministrazione comunale acquistò il palazzo nel 1995, approntando anche un progetto di recupero, mai avviato però per mancanza di risorse finanziarie.

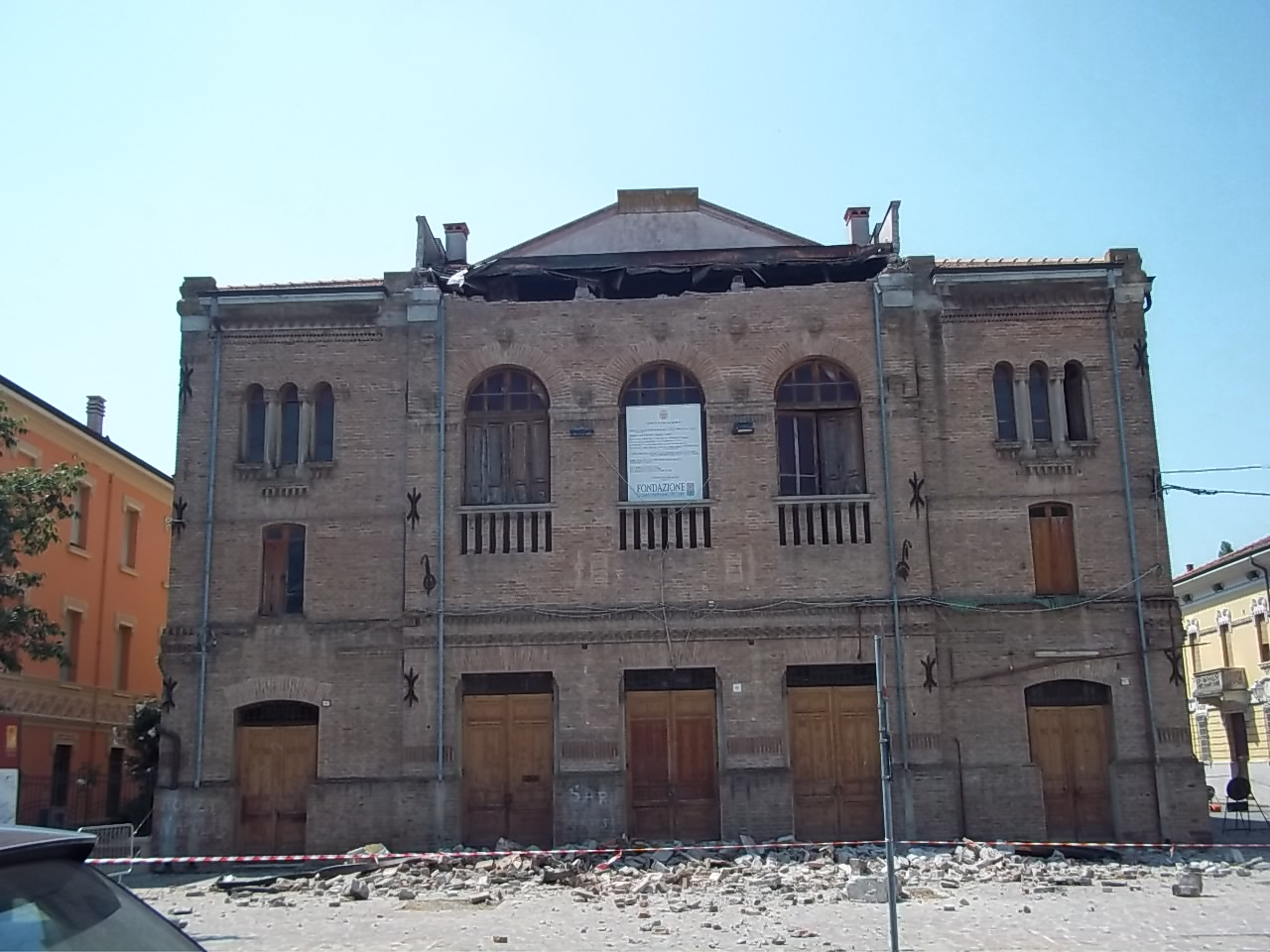
Il teatro sociale fotografato la mattina del 29 maggio 2012, dopo la scossa di terremoto

Grandemente danneggiato dal terremoto dell'Emilia del 2012, il teatro è ancora inagibile. Nel 2023 dopo il progetto stanziato dal comune di Novi di Modena insieme alla Regione Emilia-Romagna, iniziano i lavori di messa in sicurezza e di restauro. Il 21 marzo 2024 il Teatro Sociale riapre le sue porte al pubblico dopo più di quarant'anni nella parte relativa al foyer. 

## Architettura
Il progetto dell'architetto Pietro Pivi tentò, sull'onda della passione lirica e delle operette della popolazione locale, di imitare lo schema di celebri teatri cittadini, con una sala a ferro di cavallo circondata da tre ordini di palchi, colonne sottili, grande palcoscenico e profusione di decorazioni liberty, specialmente nel grande soffitto circolare e nelle balaustre.